# Synpalamides phalaris
Synpalamides phalaris là một loài bướm đêm thuộc họ Castniidae. Nó thường tìm thấy từ miền nam Brasil, Uruguay và Paraguay, nhưng cũng có thể được ghi nhận từ miền bắc Argentina và Trinidad.
Ấu trùng ăn các loài Guzmania và Bromelia.